# Adult Swim (Canada)
Adult Swim (stilizzato [adult swim] e abbreviato [as]) è un servizio discrezionale canadese, basato sul blocco di programmazione omonimo statunitense, specializzato in cartoni animati e serie televisive live action, indirizzato principalmente ad un pubblico di maggiori di 18 anni. La rete è interamente di proprietà di Corus Entertainment ai sensi di un accordo di licenza stipulato con la WarnerMedia.
Il canale è stato lanciato il 1º aprile 2019, in sostituzione di Action.

## Storia

### Il blocco di programmazione (2012-2019)
Adult Swim fu lanciato per la prima volta in Canada il 4 luglio 2012 come blocco di programmazione a tarda notte di Cartoon Network (quando entrambi i servizi erano di proprietà congiunta tra Corus Entertainment e Astral Media), proprio come per la sua controparte americana. Prima del lancio del blocco, parte della programmazione di Adult Swim è stata trasmessa su Teletoon dopo la mezzanotte, come parte del blocco di programmazione per adulti Teletoon at Night.
Il blocco ha trasmesso principalmente serie televisive originali proveniente dalla controparte americana, assieme ad altre serie acquisite da altre fonti. A causa dei diritti dei programmi, diverse serie televisive della sua controparte americana sono rimaste inedite. Tuttavia, G4 di Rogers Media e The Comedy Network e Much di Bell Media ne hanno trasmesso una selezione. Dal 1º settembre 2015 fino all'autunno 2017, la programmazione di Adult Swim è andata in onda esclusivamente sul blocco canadese come parte dell'espansione di Cartoon Network, in seguito alla chiusura di Teletoon Retro.

## Programmazione
Adult Swim porta la maggior parte della programmazione presente sulla sua controparte americana, tra cui animazione per adulti originale e commedie live-action e serie acquisite da reti come la Fox Broadcasting Company. Le serie annunciate per il lancio del canale includono Rick and Morty, Robot Chicken, Tim & Eric's Bedtime Stories, The Eric Andre Show e Lazor Wulf, l'ultimo dei quali è stato annunciato in anteprima con il servizio statunitense.

### Programmazione attuale
- 12 oz. Mouse
- American Dad!
- Aqua Teen Hunger Force
- Archer
- Bob's Burgers
- The Cleveland Show
- Doomsday Brothers
- The Eric Andre Show
- I Griffin
- Fugget About It
- Harvey Birdman, Attorney at Law
- Home Movies
- Joe Pera Talks with You
- King of the Hill
- Knuckleheads
- Metalocalypse
- Mostly 4 Millennials
- Mr. Pickles
- Primal
- Rick and Morty
- Robot Chicken
- Sealab 2021
- Squidbillies
- Tigtone
- Tim and Eric Awesome Show, Great Job!
- The Venture Bros.
- Your Pretty Face Is Going to Hell

### Programmazione imminente
- Gēmusetto Machu Picchu (seconda stagione dall'autunno 2020)[11]
- Lazor Wulf (seconda stagione dal 6 dicembre 2020)[12]

### Vecchia programmazione

#### Come canale
- 2 Nuts and a Richard
- Apollo Gauntlet
- Ballmastrz: 9009
- Beef House
- Black Dynamite
- Black Jesus
- The Brak Show
- Check It Out! with Dr. Steve Brule
- China, IL
- Decker
- Delocated
- Dream Corp, LLC
- The Drinky Crow Show
- Eagleheart
- Frisky Dingo
- The Greatest Event in Television History
- Harley Quinn
- The Heart, She Holler
- Hot Package
- Hot Streets
- Infomercials
- The Jellies!
- JJ Villard's Fairy Tales
- Loiter Squad
- Minoriteam
- Momma Named Me Sheriff
- Neon Joe, Werewolf Hunter
- NTSF:SD:SUV::
- Off the Air
- Samurai Jack
- Saul of the Mole Men
- The Shivering Truth
- Space Ghost Coast to Coast
- Superjail!
- Tender Touches
- Three Busy Debras
- Tim & Eric's Bedtime Stories
- Tropical Cop Tales
- YOLO: Crystal Fantasy

#### Come blocco di programmazione
- Assy McGee
- The Awesomes
- Axe Cop
- Crash Canyon
- Fat Guy Stuck In Internet
- Futurama
- Golan The Insatiable
- Lucy, the Daughter of the Devil
- Moral Orel
- Napoleon Dynamite
- Night Sweats
- Perfect Hair Forever
- Stone Quackers
- Tom Goes to the Mayor
- Undergrads
- Xavier: Renegade Angel